# Dixie- und Swingfestival
Das  Dixie- & Swingfestival Weiz (AUT) ist ein seit Sommer 2016 jährlich in der Steiermark (AUT) - in den ersten Jahren in Fürstenfeld und ab 2022 in Weiz - stattfindendes Jazz-Festival. Dabei werden verschiedene Stile des traditionellen Jazz wie Dixieland, New-Orleans-Jazz und Swing sowie Ragtime und Boogie-Woogie von nationalen und internationalen Acts vorgetragen. Das Festival findet an verschiedenen auch dislozierten Veranstaltungsorten (Fürstenfeld, Weiz, Bad Blumau, Bad Waltersdorf, Hatzendorf, Feldbach) statt. Die kostenlosen Open-Air-Konzerte werden auf Hauptplätzen und in der Altstadt ausgerichtet. Tanzworkshops für Lindy Hop und Swingtanz runden das Programm ab.

## Geschichte
2016 wurde das Internationale Dixie- und Swingfestival von dem Musiker und Journalisten Johannes Hödl in Zusammenarbeit mit dem Bürgermeister Werner Gutzwar und dem Kulturreferenten Hermann Großschedl gegründet. Anlass war das vierzigjährige Jubiläum der Old Stoariegler Dixielandband, der Hödl bis 1991 als Bandleader angehörte.
Die künstlerische Leitung lag bis 2019 beim Jazzposaunisten und Komponisten Àdàm Ladànyi. Nach der coronabedingten Pause übernahm Johannes Hödl auch die musikalische Gesamtverantwortung, für Sonderprojekte und internationale Zusammenarbeit zeichnet der  Big Band Leader Sigi Feigl verantwortlich. Die Direktion des Festivals wurde 2022 von der in Wien lebenden Ungarin Dóra Wohner übernommen.  Die Tanzworkshops werden von der Gruppe „The Lindy Cats“ durchgeführt.

## Programm

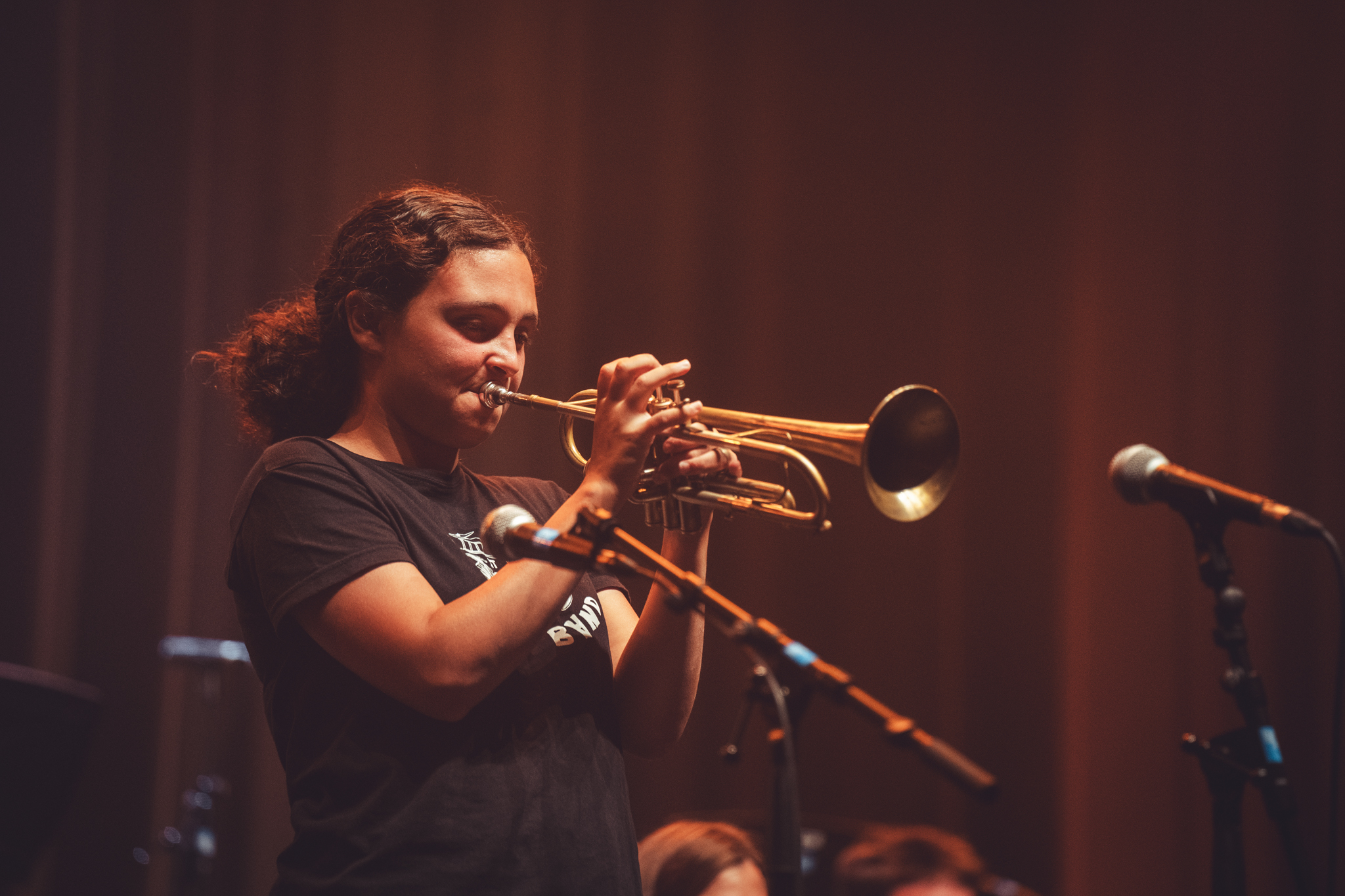
Elsa Armengou von der Sant Andreu Jazz Band auf dem Dixie- und Swingfestival in Weiz 2023

- 16. – 27. August 2016 in Fürstenfeld: Beisl Band, Streetview Dixieclub, Red Garter Dixieland-Band, Kraków Street Band, Old Stoariegler Dixielandband, Budapest Ragtime Band, St. Barbara Dixielanders, Eddie Luis & die Gnadenlosen, Caravan - Hot Club de Graz, Fat Cat Syndicate
- 18. – 26. August 2017 in Fürstenfeld: Royal Garden Jazzband, Hot Jazz Band, Marina & The Kats, Streetview Dixieclub, Nobuo Watanabe, Eddie Luis & Die Gnadenlosen XL, Dorà Wohner Quintett, Mátyás Barta, Dizzy Birds, The Knights of Rhythm, St. Barbara Dixielanders, Michael Hortig
- 16. – 25. August 2018 in Fürstenfeld: Buena Banda, Dutch Swing College Band, Streetview Dixieclub, The Cover Girls, JugendJazzOrchester Steiermark, Soko Dixie, Club Mineur, The Coquette Jazz Band
- 14. – 24. August 2019 in Fürstenfeld: Streetview Dixieclub, Marianne Mendt & Band, Nobuo Watanabe, Papa Steph & His Brassband, South West Old Time All Stars feat. Trevor Richards, Big Band Graz Süd, Bohém Ragtime Jazz Band, Streetman, Bridge Band, Black Coffee, Miss Lindy & The Wheels, Very Very Old Stoariegler Dixieband, Swing á la Django, The Coquette Jazz Band
- 12. – 22. August 2020 (wurde wegen der Corona-Pandemie abgesagt): Carmen Bradford, Gunhild Carling, Ken Aoki, Hot Jazz Band, Nina’s Rusty Horns, Very Very Old Stoariegler Dixieband, De Strawanza, Bridge Band, Bye Maxene[2]
- 13. – 14. August 2021: Very Very Old Stoariegler Dixieband, Prohibition Orchestra, Trio The Night Owls.[3] Im Rahmen des New Orleans Straßenmusikfests: Coquette 4tet, St. Barbara Dixielanders, Salty Dixie Ramblers, Simply The Ppest, Die Nochboarn, Paganin Soatnquartett, Trio The Night Owls, De Strawanza, Lindy Hop Tänzer, Streetman[4]
- 6. – 15. August 2022 in Weiz und Heilbrunn: Trio The Night Owls (UKR), The Dixie Hot Licks (CZE), SOKO Dixie (AUT), Eddie Luis and His Jazz Passengers (AUT), Dj The Moggster (AUT), Streetview Dixieclub (AUT), Schrödinger Jazzband (AUT), Coquette Quartett (HUN, SRB, CRO), Pumpkinseed Swingers (AUT), Club Mineur (AUT), Carling Family (SWE), Carmen Bradford (USA) & Jazzorchester Steiermark, Ltg. Sigi Feigl, Gunhild Carling (SWE) & Big Band Bad Gleichenberg, Ltg. Sigi Feigl[5]
- 9. – 13. August 2023 in Weiz, Ilz, Heilbrunn: Sant Andreu Jazz Band. Ltg. Joan Chamorro, mit Edu Ferrer, Elsa Armengu, Èlia Bastida (ESP), Olha Chernyshova (UKR) & Big Band Weiz (AUT), Sigi Feigl (AUT), Bohém Ragtime Jazzband (HUN), Lev Pylypyuk (UKR), Original Storyville Jazzband (AUT), Dóra Wohner (HU), Prohibition Stompers (AUT), SOKO Dixie (AUT), Funny Fellows (SVK), J.J.Jazzmen (CZE), Tribidabo (AUT), Just4Jazz (AUT) Ltg. Matthias Meister, Djane-V-Vibes (AUT), Die Trötologen (AUT), Dixie Factory (AUT), Boogie Circus (AUT), Pumpkinseed Swingers (AUT), Johannes Hödl (AUT), Quattro Grammo (AUT), The Lindy Cats (AUT), The Hummingbirds Swing Band (AUT), OSTstyrian Rhythm Section (AUT), Simply the Ppest (AUT), Big Band Ilz (AUT), Dj Harvey Miller (AUT).
- 9. – 18. August 2024 in Weiz, Ilz, Riegersburg und Heilbrunn: Workshop für traditionellen Jazz in 8262 Ilz mit den Dozenten Ines Reiger-Dominik, Volodymyr Navozenko, Mátyás Bartha, Herbert Swoboda, Willi Kulmer, Robert Ederer, Karol Hodas, Aaron Ofner, Dominik Simon. Konzerte mit Rossano Sportiello(USA), Mátyás Bartha (AUT), Tatiana Eva-Marie & Avalon Jazz Band (FRA), James Morrison (Jazzmusiker) (AUS),  Big Band Weiz (Ltg. Reinhard Summerer) (AUT),  Coquette Jazz Band (AUT), St. Barbara Dixielanders (AUT),  Funny Fellows (CZE), Papp Brothers & Friends (AUT), The Dixie Hats Jazzband (AUT), SOKO Dixie (AUT), TRIMAGO (AUT), Szigeti Juli, (HUN), Simply The Ppest (AUT), Swing Soleil (AUT), Die Trötologen (AUT), Dixie Factory (AUT), DJane -V-Vibes, O'Kelly Irish Dance Academy (AUT), Ladies First (AUT), Franz Schober Dixie Hot Six (AUT) & Ewald Oberleitner. DJ Dave Capone & Sax Pepone
- 8. – 17. August 2025 in Weiz, Ilz und Heilbrunn (verkleiner wegen massiver Förderungskürzungen durch das Land Steiermark): Workshop für traditionellen Jazz in 8262 Ilz mit den Dozenten Ines Reiger-Dominik, Volodymyr Navozenko, Mátyás Bartha, Herbert Swoboda, Willi Kulmer, Robert Ederer, Karol Hodas, Aaron Ofner, Dominik Simon, Bernd Kohlhofer. Bands: Miloš Milojević & Zoran Schmitz-Trio (AUT), Swing Soleil (AUT), SOKO Dixie (AUT), Dixie Factory (AUT), Claudia Altman (PHL/ESP/AUT), O'Kelly Irish Dance Academy (AUT), Very Old Stoariegler Dixielandband (AUT), Streetview Dixieclub (AUT).